# Eric Geboers
Eric Geboers (Neerpelt, 5 agosto 1962 – Mol, 6 maggio 2018) è stato un pilota motociclistico belga, vincitore di cinque titoli mondiali nel Motocross.

## Carriera
Soprannominato The Kid o Killer Kid, è stato il primo a vincere titolo mondiale di motocross in tutte e tre le classi vigenti all'epoca: classe 125, classe 250 e classe 500.
Ha iniziato a correre nel campionato mondiale di motocross nelle piccole cilindrate, alla guida di una Suzuki, ottenendo un crescendo di successi, dal terzo posto nel 1980 al secondo nel 1981 fino ai due titoli iridati consecutivi, nel 1982 e 1983.
Dopo il secondo titolo è passato alla classe 500 e all'altra casa motociclistica giapponese: Honda, ottenendo due altri terzi posti nel 1985 e nel 1986. Nuovo passaggio di categoria l'anno successivo nelle 250 cm³ con il risultato che non cambia e Geboers ottiene il terzo titolo nel 1987. Già l'anno seguente ha fatto un altro salto di categoria, tornando nelle 500 cm³, aggiudicandosi il suo quarto titolo e ripetendosi nuovamente nel 1990 in sella alla Honda CR.
Si è ritirato dalle competizioni di moto il 5 agosto del 1990 ma, per un certo periodo, è stato ancora agonisticamente attivo nelle competizioni automobilistiche, in particolare quelle di durata del Campionato FIA GT.
Dopo il ritiro dalle competizioni attive è diventato team manager, unitamente al fratello Sylvain, della squadra Suzuki che segue i piloti Steve Ramon e Clement Desalle nel Campionato mondiale di motocross.
Contemporaneamente ed in associazione con un altro famoso motocrossista come Stefan Everts, dal 2009 fece parte dell'organizzazione del Gran Premio del Belgio di motocross.
È deceduto il 6 maggio 2018 all'età di 55 anni in seguito ad annegamento mentre tentava di salvare il suo cane.